# Valley Village
Vallet Village é um distrito localizado no Vale de São Fernando, região de Los Angeles, Califórnia. Aproximadamente 22,000 residentes moram no Valley Village, que consiste em pequenas residências e pequenas lojas e negócios. Valley Village tem uma população significante de judeus. O Zip Code do Valley Village é 91607.
A comunidade Valley Village foi formada em 1939. E originalmente considerada como norte de Hollywood mas seu aumento na criminalidade fez com que decrescesse a qualidade.

## Educação
Residentes do bairro estudam na Los Angeles Unified School District.  Alguns residentes estudam na Colfax Elementary School, Burbank Elementary School ou no Riverside Elementary School.
Para se formar, a maioria estuda na North Hollywood High School (no Valley Village) ou na Grant High School (em Valley Glen).